# Vedran Jerković (Fußballspieler, 1981)
Vedran Jerković (* 14. Juli 1981 in Mostar, SR Bosnien und Herzegowina, SFR Jugoslawien; † 30. Oktober 2024) war ein österreichischer Fußballspieler.

## Karriere

### Verein
Jerković begann seine Karriere beim SC Neusiedl am See. 1996 kam er in das BNZ Burgenland, in dem er bis 2000 spielte. Bereits im August 1999 spielte er erstmals für seinen Stammklub SC Eisenstadt in der Landesliga. Als Meister der Landesliga konnte er in der Saison 1999/2000 mit Eisenstadt in die Regionalliga aufsteigen. Im August 2000 debütierte er für die Burgenländer in der Regionalliga, als er am ersten Spieltag der Saison 2000/01 gegen den SV Hundsheim in der Startelf stand. In seiner ersten Saison in der Regionalliga kam er zu 28 Einsätzen, in denen er ohne Torerfolg blieb. Die Saison beendete er mit dem Aufsteiger auf dem siebten Tabellenrang. Im Mai 2002 erzielte Jerković bei einer 3:2-Niederlage gegen die SV Schwechat sein erstes Tor in der Regionalliga. In seiner zweiten Saison in der Regionalliga kam er zu 29 Einsätzen, in denen er ein Tor verbuchen konnte.
Zur Saison 2002/03 wechselte er zum Zweitligisten FC Lustenau 07. Sein Debüt für die Vorarlberger gab er am zweiten Spieltag gegen den DSV Leoben per Einwechslung für Christian Schrammel in der Nachspielzeit. Am vierten Spieltag stand er gegen den SV Wörgl erstmals in der Startelf. In seiner ersten Saison in der zweithöchsten Spielklasse kam er zu 32 Einsätzen, in denen er ohne Torerfolg blieb; Lustenau beendete die Saison auf dem siebten Tabellenrang. In seiner zweiten Saison im „Ländle“ kam Jerković zu 18 Ligaeinsätzen und beendete die Saison 2003/04 mit dem Verein als Tabellenneunter, womit man in die Relegation um den Abstieg musste. In dieser verlor man beide Partien gegen den Meister der Regionalliga West, SCR Altach, und musste somit in die Regionalliga absteigen. Jerković kam in der Relegation nicht zum Einsatz. Trotz des Abstiegs hielt er den Lustenauern die Treue und absolvierte in der Saison 2004/05 27 Spiele in der Regionalliga West für den Verein. Als Tabellendritter verfehlte er mit dem Verein jedoch den direkten Wiederaufstieg, auf den Meister FC Kufstein fehlte lediglich ein Punkt. Nach dem verpassten Aufstieg verließ er den Verein zum Saisonende.

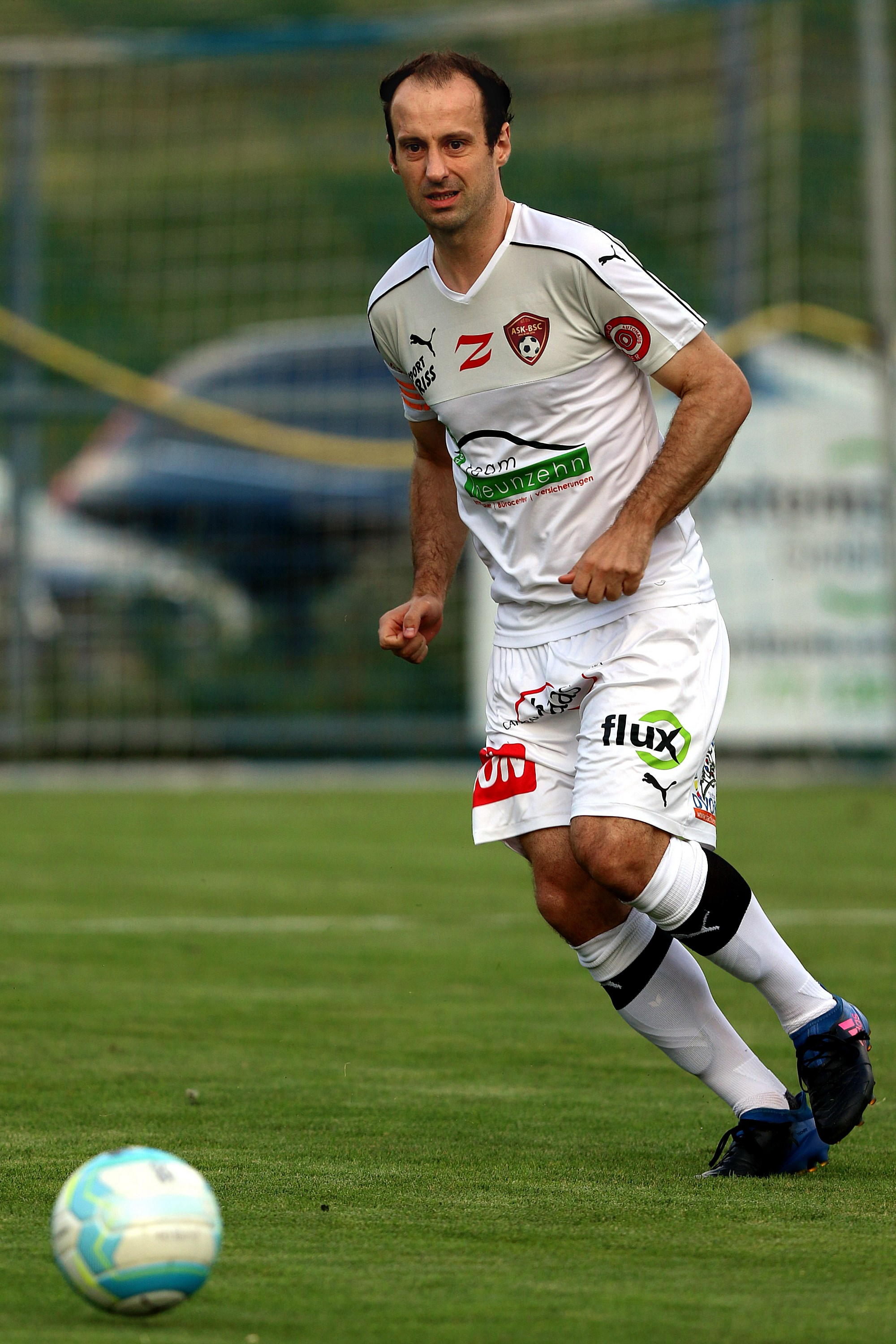
Jerković als Kapitän von Bruck im ÖFB-Cup-Spiel gegen Bad Sauerbrunn (2017)

Nach mehreren Monaten ohne Verein schloss er sich im November 2005 dem Zweitligaaufsteiger FC Kufstein an. Am Ende der Spielzeit 2005/06, in der er lediglich in drei Zweitligapartien zum Einsatz kam, musste er mit dem Verein als Tabellenletzter in die Regionalliga absteigen. Im September 2006 wechselte Jerković zum Zweitligaaufsteiger TSV Hartberg. Im Oktober 2006 erzielte er beim 3:1-Sieg gegen die Zweitmannschaft des FK Austria Wien seinen ersten Treffer in der zweithöchsten österreichischen Spielklasse. Bis zum Ende der Saison 2006/07 absolvierte er für die Steirer 25 Ligaspiele, in denen er drei Tore erzielte. Allerdings musste er mit dem Verein, wie bereits in der Vorsaison mit Kufstein, als Tabellenletzter in die Regionalliga absteigen.
Zur Saison 2007/08 kehrte er zum Regionalligisten SC Eisenstadt zurück. Für den Verein aus der burgenländischen Landeshauptstadt absolvierte er in dieser Spielzeit 21 Partien in der Regionalliga Ost, in denen er ohne Treffer blieb. Allerdings hatte Eisenstadt im April 2008 Insolvenz angemeldet und den Spielbetrieb nach dem 24. Spieltag eingestellt. Daraufhin wechselte Jerković zur Saison 2008/09 zum viertklassigen SC Oberpullendorf, mit dem er jene Saison in der Landesliga auf dem fünften Tabellenrang beendete.
Zur Saison 2009/10 schloss er sich dem Regionalligaaufsteiger ASK Baumgarten an. Für Baumgarten kam er in jener Saison in 26 Spielen zum Einsatz und erzielte dabei ein Tor. Die Saison beendete er mit dem Aufsteiger auf dem neunten Tabellenrang, auf die Abstiegsränge hatte man zwei Punkte Vorsprung. Auch in seiner zweiten Saison kam er zu 26 Einsätzen und erzielte dabei sieben Tore, mit Baumgarten musste er allerdings als Tabellenletzter aus der Regionalliga absteigen, auf einen Nichtabstiegsplatz fehlten den Burgenländern 21 Punkte.
Nach dem Abstieg wechselte Jerković zur Saison 2011/12 zum fünftklassigen niederösterreichischen Verein ASK-BSC Bruck/Leitha. Nach fünf Spielzeiten in der 2. Landesliga mit dem Verein stieg man 2016 als Meister in die Landesliga auf. In der ersten Saison in der vierthöchsten Spielklasse konnte er mit Bruck auf Anhieb Meister werden und in die Regionalliga aufsteigen, Verfolger SV Leobendorf scheiterte an der schlechteren Tordifferenz. In der Aufstiegssaison 2016/17 kam er in 28 Spielen in der Landesliga zum Einsatz und erzielte dabei vier Tore. Mit Bruck erreichte er in der ersten Regionalligasaison den neunten Tabellenrang. Jerković kam in der Saison 2017/18 zu 26 Einsätzen in der Regionalliga, blieb dabei jedoch ohne Torerfolg. Zudem nahm er mit Bruck in jener Saison am ÖFB-Cup teil, wo man nach einem Erstrundensieg gegen den SC Bad Sauerbrunn in der zweiten Runde erst in der Verlängerung am Meister FC Red Bull Salzburg scheiterte.
Zur Saison 2018/19 wurde Jerković neben seiner Tätigkeit als Spieler auch Sportlicher Leiter von Bruck. Im Herbst 2019 absolvierte er sein letztes Pflichtspiel für den Verein. Zusätzlich zu seiner Funktion als Sportlicher Leiter wurde er im Juni 2021 auch zum Obmannstellvertreter des Vereins gewählt. In den Jahren davor war er bereits als Nachwuchstrainer in Erscheinung getreten.
Vedran Jerković verstarb am 30. Oktober nach schwerer Krankheit im Alter von 43 Jahren.

### Nationalmannschaft
Der gebürtige Bosnier Jerković spielte zwischen 2002 und 2003 vier Mal für die österreichische U-21-Auswahl.